# Anastàsio il Questore
Anastasio il Questore (detto il Balbo) (fl. X secolo) è stato un poeta bizantino.
Fu questore di Costantinopoli nel 907; è noto per aver composto inni e canoni di tema religioso.